# Brasiléia (kommun)
Brasiléia är en kommun i Brasilien.   Den ligger i delstaten Acre, i den västra delen av landet, 2 300 km väster om huvudstaden Brasília. Antalet invånare är 21 438.
Följande samhällen finns i Brasiléia:
- Brasiléia

Omgivningarna runt Brasiléia är huvudsakligen savann. Runt Brasiléia är det mycket glesbefolkat, med 4 invånare per kvadratkilometer.